# Siegmund von Schmerfeld
Siegmund Rudolph Wilhelm Ferdinand von Schmerfeld (* 1. Oktober 1815 in Kassel; † 12. Februar 1894 in Montreux) war ein deutscher Jurist, Leiter des Eisenbahn- und Postwesens im Kurfürstentum Hessen und Präsident der preußischen Reichseisenbahndirektion Hannover.

## Leben
Siegmund von Schmerfeld entstammte einer niederhessischen Familie, aus der namhafte Staatsdiener hervorgegangen sind. Er war ein Sohn des Kammerrats Ferdinand von Schmerfeld (1783–1868) und dessen Ehefrau Margaretha (Gretchen) Wild (1787–1819, Tochter des Apothekers Rudolf (Ruid) Wild (1813–867) und der Eleonore Ruppersberg) und absolvierte nach dem Abitur am Fridericianum Kassel
ein Studium der Rechts- und Kameralwissenschaften an den Universitäten in Göttingen, Marburg und Heidelberg, wo er Mitglied des Corps Suevia Heidelberg war.
Im Oktober 1837 erhielt er eine Anstellung als Referendar bei der Oberfinanzkammer in Kassel
und stieg dort 1844 zum Oberfinanzassesspr in der Direktion der Hauptstaatskasse auf. Bevor er im Februar 1851 Mitglied der Generaldirektion für den Bau der Staatseisenbahn wurde, gehörte er ab 1850 zur einstweiligen Kommission für die Verwaltung der Wege- und Brückengelderhebung. Als Direktor dieser Behörde gehörte er der Zentraldirektion und der gemeinschaftlichen Magazinkommission der Main-Weser-Bahn und der Friedrich-Wilhelms-Nordbahn-Gesellschaft an.
1861 wechselte er in den Dienst der Post und wurde Direktor der Generalpostdirektion.
Nach der Annexion des Landes Hessen durch Preußen im Jahre 1866 war er als Geheimer Regierungsrat Direktor der Eisenbahndirektion der Main-Weser-Bahn in Kassel.
Zum 1. Oktober 1869 wurde er Vorsitzender der königlich-preußischen Direktion der Niederschlesisch-Märkischen Eisenbahn und
zum Jahresbeginn 1875 zum Präsidenten der Reichsbahndirektion Hannover
ernannt.
Am 12. Oktober 1887 feierte er in Hannover sein 50-jähriges Dienstjubiläum, ging einige Zeit später in den Ruhestand und zog zurück in seine Heimatstadt Kassel. Wegen eines Herz- und Lungenleidens kam er in den Kurort Montreux, wo er am 12. Februar 1894 verstarb.
In Kassel wurde die Schmerfeldstraße nach ihm benannt.

### Familie
Er wuchs mit seinen Geschwistern Ottilie (1811–1864, ∞ Anton Christian von Babenhausen), Auguste (1812–1818), Sophie (183–1891, ∞ General Karl Rudolf Wegner), Bertha (1816–1840) und Karl Friedrich (1818–1881, Forstmeister) auf.
Die Gebrüder Grimm waren mit ihm verwandt.
Am 5. Juli 1856 heiratete er in Kassel Marianne von Winkler (1838–1917). Aus der Ehe sind die Kinder Adelheid Wilhelmine Therese (1857–1945), Ferdinand (* 1859) und Ottilie Dorothea (* 1861) hervorgegangen.

### Auszeichnungen
- 19. November 1854 Ritterkreuz des Verdienstordens Philipps des Großmütigen[9][10]
- Ritter des Königlich-hannoverschen Guelphen-Ordens
- Ritter des Königlich-preußischen Roter Adlerordens
- Ritter IV. Klasse des kurhessischen Wilhelmsordens
- Ritter III. Klasse des russischen Sankt-Stanislaus-Ordens
- 11. Februar 1868 Geheimrat[11]